# Pachycondyla harpax
Pachycondyla harpax (лат.) — вид муравьёв (Formicidae) из подсемейства Ponerinae (Ponerini). Один из самых распространённых и обычных видов рода Pachycondyla. Распространён в тропиках и субтропиках Нового Света.

## Распространение
Встречается, главным образом, в тропических регионах Нового Света. Северная и Южная Америка: от США, Мексики и Коста-Рики до Колумбии, Аргентины, Боливии, Бразилии, Панамы, Парагвая, Перу и Эквадора (в Чили и Уругвае не найден). Известен с нескольких  островов Карибского бассейна: Гваделупа, Гренада, Тринидад, Ямайка. В настоящее время рассматривается как неотропический вид, интродуцированный в США. Встречается как в дикорастущих джунглях, горных лесах, так и в аридных кустарниковых зарослях, в городских парках и на плантациях кофе, бананов и какао.

## Описание

### Морфология
Крупные чёрного цвета муравьи (длина более 1 см), ноги и усики буровато-коричневые. Жвалы с 9 или 10 зубчиками на жевательном крае. Скапус усиков достигают задний край головы. Глаза рабочих сравнительно крупные (0,34 мм в максимальном диаметре) и отделены от края жвал расстоянием менее, чем их максимальный диаметр. Передний край клипеуса слегка выпуклый или прямой. Метанотальная бороздка на мезосоме отсутствует.
Петиоль высокий и толстый, его передняя и задняя поверхности субпараллельны друг к другу (на виде сбоку петиоль почти прямоугольный). Всё тело обильно покрыто отстоящими волосками и мелкими пунктурами. Глаза самцов крупные, занимают почти половину боковой части головы.
В брюшке у рабочих Pachycondyla harpax находится 26 мальпигиевых трубочек, почти максимально известный показатель среди всех представителей подсемейства понерины (среди всех муравьёв большее их число есть только у самых примитивных муравьёв рода Myrmecia: от 32 до 42 мальпигиевых трубочек у Myrmecia forficata).
- Голова самца
- Крылатый самец
- Личинка

### Биология
Активные хищники (Maes, 1989), фуражируют в основном в почвенном ярусе от уровня моря до лесов на высоте 500 м. Часто обнаруживаются в ловушках с земляными червями. П. Гарсия с соавторами (Garcia et al., 1997) наблюдали муравьёв Pachycondyla harpax в северной Мексике, охотящимися на рабочих особей термитов вида Gnathamitermes tubiformans Buckley (Termitinae). Рабочие быстро передвигаются и не очень агрессивны при повреждении гнезда.  
Американский мирмеколог Уильям Уилер (Wheeler W. M., 1900) обнаружил у Pachycondyla harpax как крылатых нормальных самок так и эргатоидных самок, а также описал интересное поведение рабочих: они сворачивают свои антенны и «выглядывают» из отверстий и трещин в почве «как крысы». Рабочие выделяют защитную пенообразную массу (бесцветную вязкую секрецию) из кончика брюшка подобно муравьям Pachycondyla striata (Maschwitz et al., 1981; Overal, 1987). Семьи малочисленные, включают около 150 особей.
Известны случаи (Baena, 1993) совместного обитания P. harpax в одном гнезде с муравьями рода Leptogenys.
Фуражиры P. harpax распространяют семена марантового растения Calathea ovandensis (Marantaceae) примерно на расстояние 75 см от места их обнаружения (Horvitz and Schemske, 1986).
Среди паразитов личинок муравьёв известны мухи-горбатки вида Metopina pachycondylae и Apocephalus sp. (Wheeler and Wheeler, 1952), а также энтомопатогенные грибы вида Ophiocordyceps evansii (Sanjuan et al., 2015).

### Генетика
Цитогенетический анализ популяций Pachycondyla harpax в Бразилии показал варьирующий диплоидный набор в пределах 2n = 90—92. Хромосомы в основном акроцентрические и небольшого размера (16M + 74A или 16M + 76A). В сравнении с другими представителями подсемейства Ponerinae, эти кариотипы демонстрируют хромосомные особенности, обнаруженные ранее у таких видов как Pachycondyla crassinoda, P. impressa и P. striata, а также у видов рода Dinoponera. Они характерны для некоторых базальных групп (родов и подсемейств).

## Систематика
Вид был впервые описан в 1809 году датским энтомологом Иоганном Христианом Фабрицием (Johan Christian Fabricius, 1744—1808) под первоначальным названием Formica harpax Fabricius, 1804. В 1863 году немецкий натуралист Юлиус Рогер включил вид в состав рода Pachycondyla Smith, 1858. 
В последние годы включался в род Pachycondyla: Brown, in Bolton, 1995. Включён в комплекс видов Pachycondyla crassinoda species complex. 
Сходен с такими видами как Neoponera procidua, P. crassinoda, P. striata, P. impressa и P. lenis.